# Take Me to Your Heaven
Take me to your heaven is een liedje van de Zweedse zangeres Charlotte Nilsson. Het was tevens de winnende inzending op het Eurovisiesongfestival 1999.

## Achtergrond
Take me to your heaven werd geschreven door Gert Lengstrand en Marcos Ubeda en gecomponeerd door Lars Diedricson. Tijdens de Zweedse voorronde voor het Eurovisiesongfestival werd eerst de Zweedse versie van het nummer getiteld Tusen och en natt gezongen. Nadat er in 1999 nieuwe regels waren ingevoerd en het nu mogelijk werd voor landen om volledig in het Engels te zingen, werd het liedje omgezet naar het Engels.
Tijdens het Eurovisiesongfestival 1999, dat plaatsvond op 29 mei 1999 in Jeruzalem, bereikte het de eerste plaats met 163 punten. Het liedje kreeg vijfmaal het hoogste aantal punten toegekend en kreeg van alle landen punten, met uitzondering van Kroatië. Het liedje zorgde voor de vierde winst voor Zweden op het Eurovisiesongfestival.
Hierna werd op 21 juni 1999 het liedje officieel als single uitgebracht. Het belandde in vijf landen in de hitlijsten, waaronder in België en in Nederland.

## Tracklist
- Take me to your heaven - 3:00
- Tusen och en natt - 3:00
- Take me to your heaven (instrumentale versie) - 3:00

1956: Refrain · 
1957: Net als toen · 
1958: Dors, mon amour · 
1959: 'n Beetje · 
1960: Tom Pillibi · 
1961: Nous les amoureux · 
1962: Un premier amour · 
1963: Dansevise · 
1964: Non ho l'età · 
1965: Poupée de cire, poupée de son · 
1966: Merci, chérie · 
1967: Puppet on a string · 
1968: La la la · 
1969: Un jour, un enfant, De troubadour, Vivo cantando, Boom bang-a-bang · 
1970: All kinds of everything · 
1971: Un banc, un arbre, une rue · 
1972: Après toi · 
1973: Tu te reconnaîtras · 
1974: Waterloo · 
1975: Ding-a-dong · 
1976: Save your kisses for me · 
1977: L'oiseau et l'enfant · 
1978: A-ba-ni-bi · 
1979: Hallelujah · 
1980: What's another year · 
1981: Making your mind up · 
1982: Ein bißchen Frieden · 
1983: Si la vie est cadeau · 
1984: Diggi-loo diggi-ley · 
1985: La det swinge · 
1986: J'aime la vie · 
1987: Hold me now · 
1988: Ne partez pas sans moi · 
1989: Rock me · 
1990: Insieme: 1992 · 
1991: Fångad av en stormvind · 
1992: Why me? · 
1993: In your eyes · 
1994: Rock 'n' roll kids · 
1995: Nocturne · 
1996: The voice · 
1997: Love shine a light · 
1998: Diva · 
1999: Take me to your heaven · 
2000: Fly on the wings of love · 
2001: Everybody · 
2002: I wanna · 
2003: Everyway that I can · 
2004: Wild dances · 
2005: My number one · 
2006: Hard rock hallelujah · 
2007: Molitva · 
2008: Believe · 
2009: Fairytale · 
2010: Satellite · 
2011: Running scared · 
2012: Euphoria · 
2013: Only teardrops · 
2014: Rise like a phoenix · 
2015: Heroes · 
2016: 1944 · 
2017: Amar pelos dois · 
2018: Toy · 
2019: Arcade · 
2021: Zitti e buoni · 
2022: Stefania · 
2023: Tattoo · 
2024: The code